# Prusikknoop
De prusikknoop is een in de klimsport veelgebruikte frictieknoop voor zekering en zelfredding. 
De knoop is vernoemd naar Karl Prusik, een Oostenrijkse bergsporter die de knoop in 1931 introduceerde. Deze wordt gebruikt om op een touw van een grote diameter een kleiner touw te zetten, dat als er spanning op komt te staan als het ware vastslaat om het hoofdtouw. Als de spanning van de prusikknoop wordt gehaald komt de knoop losser te zitten en kan deze gemakkelijk worden verschoven. De knoop wordt veel gebruikt als zelfzekering bij het abseilen, en met twee prusikknopen kan via een touw naar boven geklommen worden.
Deze techniek heet prusikken.

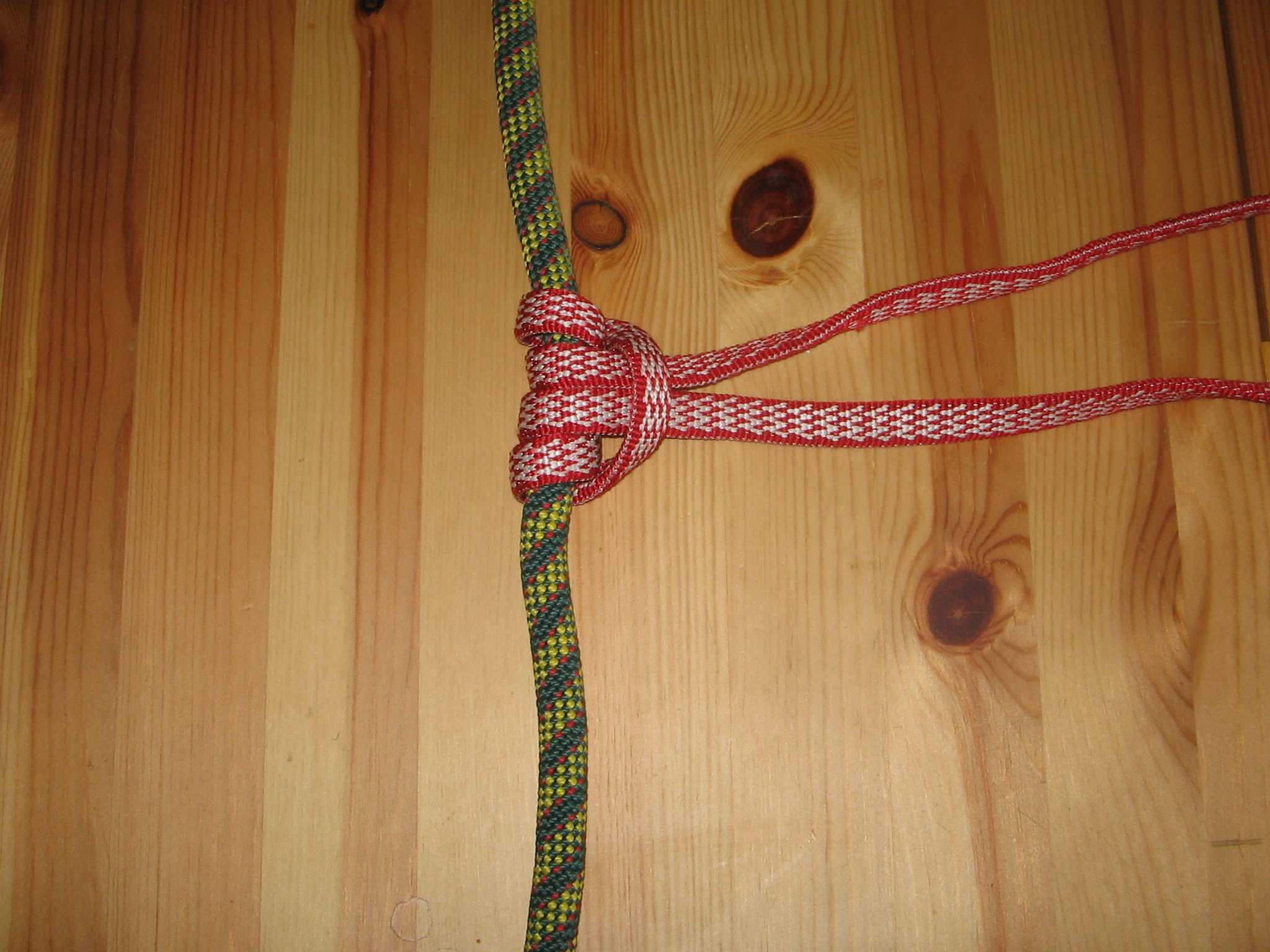
De knoop
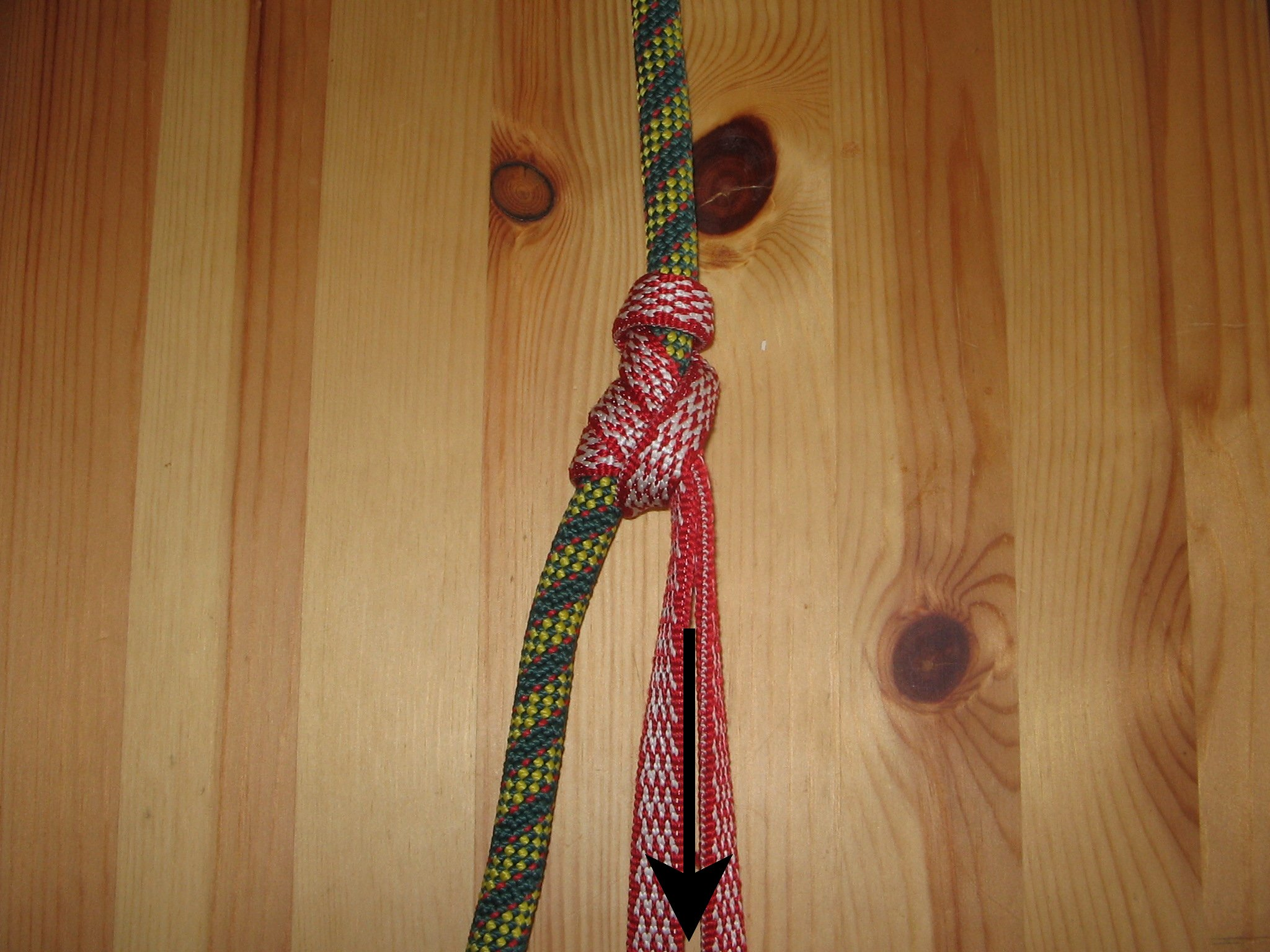
Onder spanning 'slaat' de knoop vast
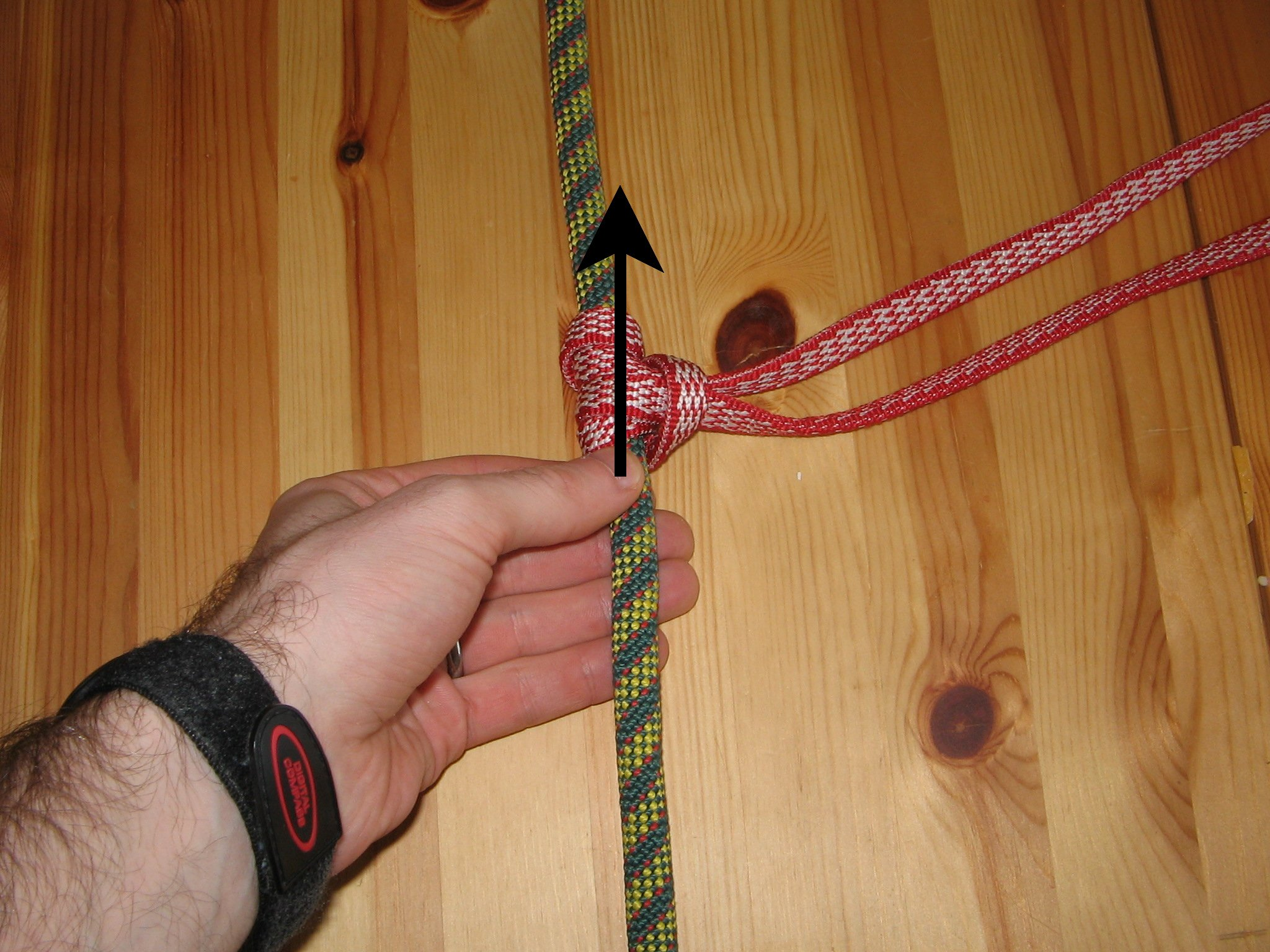
Vrij beweegbaar zonder spanning